# 菲希滕奧厄河
49°45′26.11″N 11°32′17.55″E / 49.7572528°N 11.5382083°E

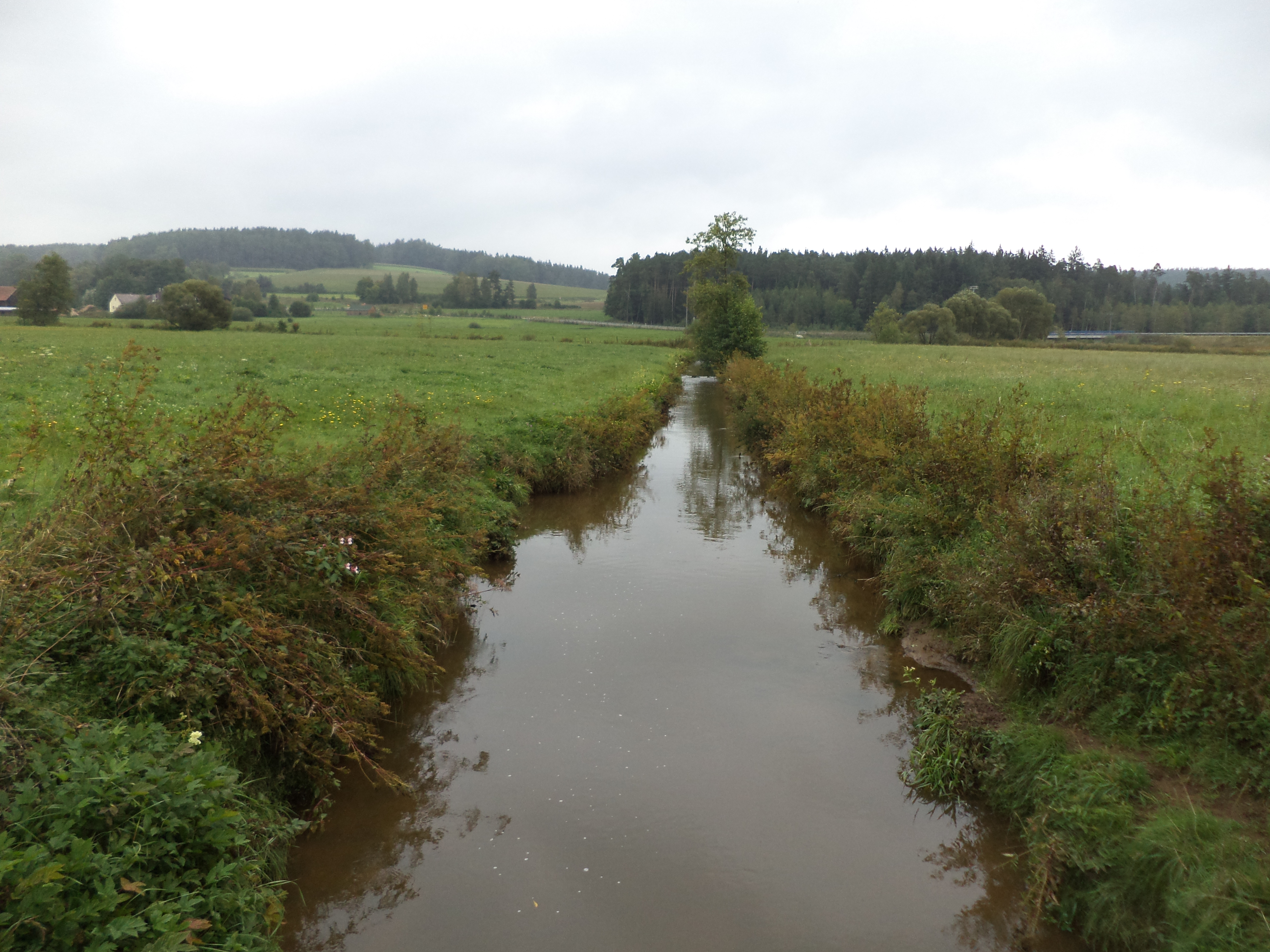

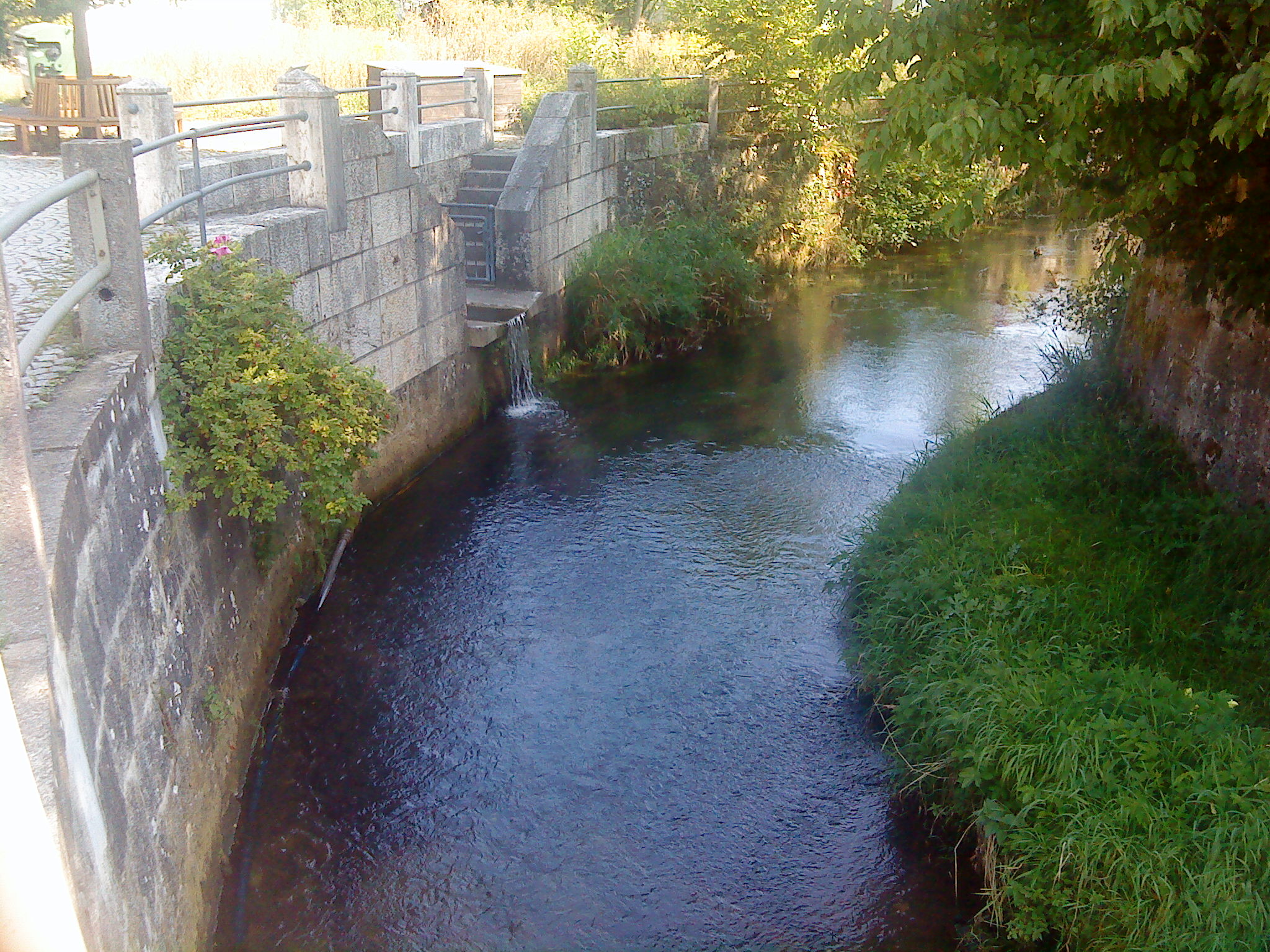

菲希滕奧厄河是德國的河流，位於該國東南部，由巴伐利亞負責管轄，屬於佩格尼茨河的左支流，河道全長14.7公里，流經拜羅伊特縣。